# Crossarchus platycephalus
Crossarchus platycephalus (Кузіманза плоскоголова) — ссавець, представник ряду хижих із родини мангустових. Мешкає в дощових лісах у таких країнах: Бенін, Нігерія, Камерун, Екваторіальна Гвінея, Республіка Конго та Центральноафриканська Республіка. Діапазон за висотою: від рівня моря до бл. 1600 м над рівнем моря. Живе в підліску дощових лісів, часто біля води. Зафіксований у фрагментованому сільськогосподарськими угіддями лісі. грец. πλατύς — «плаский», грец. κεφαλή — «голова»,

## Загрози та охорона
Серйозних загроз для виду нема, але, як і інші тварини роду, зазнають тиску мисливства. Зареєстрований у межах кількох охоронних територій.